# Halloween 4: Powrót Michaela Myersa
Halloween 4: Powrót Michaela Myersa (tytuł oryg. Halloween 4: The Return of Michael Myers) – film fabularny (horror) produkcji amerykańskiej z 1988 roku. Sześć lat po porażce komercyjnej Halloween 3, twórcy zdecydowali się przywrócić do życia postać Michaela Myersa i nakręcili czwartą część cyklu. Dzięki sukcesowi filmu, serię kontynuowano.

## Opis fabuły
30 października 1988 roku. Tkwiący w ciężkim stanie, skrajnie poparzony Michael Myers ma zostać przewieziony do zakładu psychiatrycznego Smith’s Grove. Podczas transportu karetką, morduje całą jej ekipę i wydostaje się na wolność. Podąża w kierunku Haddonfield, gdzie wciąż przebywają jego krewni. Na swoją ofiarę Myers obiera małą Jamie Lloyd. Doktor Sam Loomis po raz kolejny podąża tropem psychopaty w białej masce, kontaktuje się z miejscowym szeryfem i wspólnie usiłują uchronić prowincjonalne miasteczko przed koszmarem krwawych zbrodni.

## Obsada
- Ellie Cornell jako Rachel Carruthers
- Danielle Harris jako Jamie Lloyd
- Donald Pleasence jako dr Samuel „Sam” Loomis
- Beau Starr jako szeryf Ben Meeker
- George P. Wilbur jako Michael Myers
- Sasha Jenson jako Brady
- Kathleen Kinmont jako Kelly Meeker
- Michael Pataki jako dr Hoffman
- Karen Alston jako Darlene Carruthers
- Jeff Olson jako Richard Carruthers
- Gene Ross jako Earl
- Leslie L. Rohland as Lindsey
- Danny Ray jako Tommy
- Richard Stay jako Wade
- Michael Ruud jako Alan „Big Al” Gateway
- Eric Hart jako Orrin Gateway
- Logan Field jako Unger
- Jordan Bradley jako Kyle
- George Sullivan jako zastępca szeryfa Logan

## Produkcja
Po porażce komercyjnej filmu Halloween 3: Sezon czarownic (1982), Moustapha Akkad − producent owego projektu, jak i dwóch pierwszych części serii Halloween − postanowił powrócić do sprawdzonego schematu i przywrócić do fabuły części czwartej postać Michaela Myersa. Gdy Sezon czarownic wchodził na ekrany kin, większość fanów psychopatycznego Myersa kierowała w stronę twórców retoryczne pytanie: Gdzie jest Michael?. W 1986 roku, bezpośrednio po realizacji filmu Teksańska masakra piłą mechaniczną 2, studio Cannon Films zaproponowało współpracę Johnowi Carpenterowi. Miał on wyreżyserować nawet nienakreślony jeszcze fabularnie czwarty film z halloweenowego cyklu, produkcją owego obrazu zainteresowana była Debra Hill. Carpenter zlecił napisanie scenariusza planowanego filmu Dennisowi Etchisonowi, który dał się poznać reżyserowi jako autor nowelizacji Halloween II (1981) i Halloween III.
Gotowy skrypt nie spotkał się z uznaniem Moustaphy Akkada, który określił go mianem „zbyt intelektualnego” i upierał się przy swojej wizji nowego sequela, wedle której każdy kolejny film z serii miałby zawierać postać Myersa jako mordercy z krwi i kości. W filmie dokumentalnym Halloween: 25 Years of Terror niezadowolony Etchison wyznał: Odebrałem telefon od Debry Hill, która powiedziała, że wspólnie z Johnem (Carpenterem − przyp.) sprzedała prawa do sagi, oraz że mój scenariusz nie był częścią ich umowy.

### Tworzenie scenariusza
25 lutego 1988 roku na scenarzystę wytypowano Alana B. McElroya, mieszkańca Cleveland w stanie Ohio, który skryptem do czwartej części Halloween debiutował w przemyśle filmowym. 7 marca 1988 rozpoczynał się strajk amerykańskich scenarzystów; to zmusiło McElroya do opracowania koncepcji, stworzenia przebojowej historii i ostatecznego przesłania finalnej wersji swojego projektu twórcom w ciągu zaledwie jedenastu dni. Pomysł nowatora − losy ściganej przez psychopatycznego wuja siedmioletniej sieroty − przypadł do gustu producentom. Z fabuły wyeliminowano postać Laurie Strode, zastępując ją córką Laurie, Jamie, wychowującą się w rodzinie zastępczej. Z imienia dziecięcej bohaterki uczyniono hołd złożony Jamie Lee Curtis, która wcieliła się w Strode w dwóch pierwszych elementach sagi Halloween.
W pierwotnym, oryginalnym rysie fabularnym filmu przewidywano zaskakujące rozwiązania sytuacyjne. W domu szeryfa Meekera miał wybuchnąć pożar, a rezydencja miała spłonąć. Sam szeryf miał zginąć podczas kulminacyjnego ataku Michaela Myersa. W trakcie sceny na dachu główne bohaterki, Jamie i jej przyszywana siostra Rachel, miały zostać pochłonięte przez buchające płomienie. Z idei tych zrezygnowano z powodu ograniczonego budżetu, zastąpiono je za to mocno „soap-operowym” wątkiem zdradzanej przez ukochanego nastolatki (Rachel). Ostatnia scena filmu miała w zamyśle uczynić z Jamie nowy czarny charakter, i w pewnym sensie dopięła swego, ponieważ małoletnia bohaterka w finalnej scenie opuszcza domową łazienkę z zakrwawionymi nożycami. Z sugestii tej zrezygnowano wszak przy okazji realizowania kolejnego sequela, Zemsty Michaela Myersa (1989), gdzie atak Jamie na przybraną matkę (do którego to właśnie doszło) okazał się impulsem, który zakiełkował w umyśle dziewczynki za sprawą złowieszczego wuja.
Filmowi nadano wymowny podtytuł: Powrót Michaela Myersa. Zwiastował on ponowne pojawienie się antybohatera i miał przyciągnąć do kin jego fanów.

### Casting
Tylko jeden aktor, który wystąpił we wszystkich dotychczasowych filmach z serii Halloween (odliczając jedynie Sezon czarownic, niemający nic wspólnego z pozostałymi częściami) pojawił się i w Powrocie Michaela Myersa − był to Donald Pleasence. Nim McElroy został obrany na scenarzystę, producenci zaproponowali powrót do serii także Jamie Lee Curtis, ta jednak − wówczas już uznana hollywoodzka gwiazda − odmówiła przyjęcia roli Laurie Strode.
O rolę Jamie Lloyd ubiegało się mnóstwo aktorek dziecięcych, między innymi jedenastoletnia wówczas Melissa Joan Hart. W okresie castingowym Ellie Cornell startowała do dwóch ról: pierwszą była Rachel Carruthers, drugą zaś − Kristen Parker w Koszmarze z ulicy Wiązów IV: Władcy snów (1987). Ostatecznie aktorka zdecydowała zaangażować się w produkcję filmu Halloween IV i została sukcesywnie obsadzona w jednej z głównych ról żeńskich. George’owi P. Wilburowi zlecono rolę niesławnego Myersa, którą aktor powtórzył zresztą w jednym z kolejnych sequeli.

## Opinie nt. filmu
Film zebrał różnorodne recenzje ze strony krytyków, spotkał się jednak ze stricte entuzjastycznym przyjęciem fanów halloweenowej serii. Wśród głosów krytyki pojawiały się opinie o „braku innowacyjności”; pamfleciści skarżyli się też, że film nie posiada wielu pamiętnych scen (co z kolei było siłą pierwowzoru), jeśliby wykluczyć finał.
Albert Nowicki (witryna His Name Is Death) pisał: "Na pochwałę film zasługuje także ze względu na miejsce swojej akcji. Dom zabarykadowany przed snującym się po bocznych uliczkach i ogródkach Myersem oraz unoszący się w nim klimat osaczenia nadają filmowi iście survivalowy klimat, jakże pożądany wśród fanów horroru."

## Box Office
| USA | US$ 17,768,757 |